# Scolelepis mesnili
Scolelepis mesnili är en ringmaskart som först beskrevs av Bellan och Lagardere 1971.  Scolelepis mesnili ingår i släktet Scolelepis och familjen Spionidae. Arten har ej påträffats i Sverige. Inga underarter finns listade i Catalogue of Life.